# Ross Jennings
Ross William Jennings (7 de fevereiro de 1984) é um cantor britânico, mais conhecido por ser membro fundador e vocalista das bandas Haken e Novena. Quando de 2020, ele lançou seis álbuns com o Haken (Aquarius, Visions, The Mountain, Affinity, Vector, Virus e Fauna), um com Novena (Eleventh Hour), três com Redados (Too Tired for Sleep, One Way Conversation and Turbo Torture: Trai Like Dogs... Ride Like Gods) e um álbum solo (A Shadow of My Future Self).
Jennings nasceu em 7 de fevereiro de 1984 em Salisbury, Wiltshire, e mudou-se para Sutton, Londres ainda jovem. Sua primeira experiência com a música foi sendo levado a concertos de música clássica, que lhe despertaram pouca paixão. Ele pouco a pouco foi começando a apreciar outros gêneros que seu pai ouvia, principalmente Pink Floyd e Crosby, Stills & Nash. Isso o levaria a ter aulas curtas de violão aos oito anos. Aos dezesseis, tornou-se guitarrista rítmico em uma banda local chamada Lost Child, onde tocava covers de bandas populares da época como Radiohead em bares em Croydon. Começou a cantar como hobby em bares de karaokê e é totalmente autodidata.

## Redados
Redados foi um projeto formado por Ross, Roland Townson e Neil Bond em 2005. O trio se reunia toda semana em um galinheiro convertido em local para tocar e gravar. A banda mais tarde lançaria dois álbuns de estúdio sob os títulos de Too Tired for Sleep (2009) e One Way Conversations (2010). A banda realizou eventos de treinamento turbo ao vivo com sua música. À luz de seu sucesso local, a banda lançaria seu terceiro álbum, Turbo Torture: Train Like Dogs... Ride Like Gods (2012), na forma de uma rotina de exercícios completa.

## Haken
O Haken foi formado por Rosse seus amigos de escola Matthew Marshall e Richard Henshall em 2004. Jennings originalmente tocou guitarra na banda junto com Marshall e Henshall, mas se separou dos dois para continuar seus estudos na universidade. Ele voltaria à banda em 2007, pois eles não conseguiram encontrar o cantor que queriam para sua primeira demo e pediram a Ross que voltasse apenas como vocalista. O sexteto fez uma demo autointitulada com duas músicas em 2007, seguida por uma demo de seis músicas em 2008 chamada Enter the 5th Dimension.

## Novena
O Novena foi originalmente formada por Harrison White, Matt "Moat" Lowe, Dan Thornton e Cameron Spence depois de se conhecerem na Universidade em 2013. O quarteto então contratou Ross e Gareth Mason como seus vocalistas. Com esta formação final de 6 integrantes, a banda lançou Secondary Genesis em 2016 e assinou com a Frontiers Records para lançar Eleventh Hour em 2020, bem como Live from Home e The Stopped Clock em 2021.

## A Shadow of My Future Self
Em 3 de outubro de 2020, Ross anunciou no Instagram que estava trabalhando em um álbum solo. Ele assinou com a Graphite Records e mais tarde anunciou que o disco se chamaria A Shadow of My Future Self, com o lançamento do primeiro single do álbum, "Words We Can't Unsay" O álbum foi lançado em 19 de novembro de 2021. Ao contrário de sua música progressiva mais conhecida, o disco solo de Ross segue uma abordagem mais radiofônica com Ross citando diretamente Styx, Coldplay e Porcupine Tree como referências. Os singles subsequentes "Grounded", "Violet", "Feelings", "Catcher in the Rye" e "Rocket Science" foram lançados mensalmente até o lançamento dos álbuns.
Em janeiro de 2021, ele lançou Acoustic Shadows (Live at AfterLive Music), uma gravação de uma transmissão ao vivo paga que ele fez em julho de 2020 para promover o álbum, sem aviso prévio como um arquivo pago para download em seu site. O álbum foi adicionado aos serviços de streaming na mesma semana.
Em 31 de dezembro de 2021, Jennings anunciou na página do Instagram que um segundo álbum estava em andamento, juntamente a um sétimo álbum do Haken.

## D'Virgilio, Morse & Jennings
A ideia de D'Virgilio, Morse & Jennings foi inicialmente pensada no final de 2020 por Neal Morse, que queria escrever um álbum de músicas mais suaves (em comparação com seus outros trabalhos com Transatlantic e Spock's Beard). Ele recrutou seu ex-colega de Spock Beard Nick D'Virgilio para fornecer vocais harmônicos e bateria. Ross mais tarde foi convidado a participar depois de entrevistar Mike Portnoy sobre o The Absolute Universe. Ele foi inicialmente convidado para fornecer apenas os vocais, mas contribuiu com guitarra e composição depois que Neal tomou conhecimento da habilidade de Ross na guitarra e, em seguida, no próximo álbum solo.
Em setembro de 2021, foi anunciado que D'Virgilio, Morse e Jennings estavam escrevendo um álbum juntos chamado Troika, com lançamento previsto para 2022. O primeiro single do álbum "Julia" foi lançado em 3 de dezembro de 2021. Isto foi seguido pelo single "Everything I Am" em 11 de janeiro de 2022.

## Colaborações e outros trabalhos
Em 2018, Jennings forneceu os vocais na música "Reveal" no álbum Illusion of Choice de Yossi Sassi.
O colega de banda de Ross, Richard Henshall , lançou The Cocoon em 9 de agosto de 2019, no qual Ross forneceu os vocais para o single "Twisted Shadows".
Em 19 de dezembro de 2020, Ross trabalhou com Simen Sandnes, Filippo Rosati, Arzene, Bringsli, Thrailkill e Jogan J. Bakken, juntos sob a alcunha "Simen Sandnes and Friends with Benefits" para um cover de "All I Want for Christmas Is You", de Mariah Carey. Simen depois tocaria bateria no disco solo de Ross A Shadow of My Future Self. No ano seguinte, Ross e Simen Sandnes and Friends with Benefits voltaram, com Ross cantando uma regravação da cantiga de natal "O Holy Night."
Em 2021, Ross forneceu os vocais na música "Daggers and Cloak" no álbum Subjects do Scale the Summit.
Em dezembro de 2021, foi anunciado que Ross forneceria os vocais no álbum Revel in Time do Star One. Em 17 de dezembro de 2021, a música "Prescient", com sua participação, foi lançada.
Em 24 de janeiro de 2022, a música "Here Be Dragons" foi lançada por Arzene, co-escrita e interpretada por Ross.

## Vida pessoal
Ross se casou com Yulia em 30 de julho de 2010 e em 1 de agosto de 2021 anunciou que se tornou pai. Fora da música, Ross é fotógrafo freelancer. Ele usa uma câmera Nikon.

## Discografia

### Solo
- A Shadow of My Future Self (2021)

### Com Redados
- Too Tired for Sleep (2009)
- One Way Conversations (2010)
- Turbo Torture: Train Like Dogs...Ride Like Gods (2012)

### Com Haken
- Demo (2007)
- Enter the 5th Dimension (2008)
- Aquarius (2010)
- Visions (2011)
- The Mountain (2013)
- Restoration EP (2014)
- Affinity (2016)
- L-1VE (2018)
- L+1VE (2018)
- Vector (2018)
- Virus (2020)
- Fauna (2023)

### Com Novena
- Secondary Genesis (2016)
- Eleventh Hour (2020)
- Live from Home (2021)
- The Stopped Clock (2021)

### Com D'Virgilio, Morse & Jennings
- Troika (2022)

### Participações
- "Reveal" em Illusion of Choice, de Yossi Sassi (2018)
- "Twisted Shadows" em The Cocoon, de Richard Henshall (2019)
- "Daggers and Cloak" em Subjects por Scale the Summit (2021)
- "Prescient" em Revel in Time, por Star One (2022)
- "Here Be Dragons", de Arzene (2022)